# Antheuil
Antheuil ist eine französische Gemeinde mit 62 Einwohnern (Stand: 1. Januar 2022) im Département Côte-d’Or in der Region Bourgogne-Franche-Comté. Sie gehört zum Arrondissement Beaune und zum Kanton Arnay-le-Duc.
Nachbargemeinden sind La Bussière-sur-Ouche im Nordwesten, Saint-Jean-de-Bœuf im Norden, Détain-et-Bruant im Osten, Bouilland im Süden, Aubaine im Südwesten und Veuvey-sur-Ouche im Westen.

## Weblinks

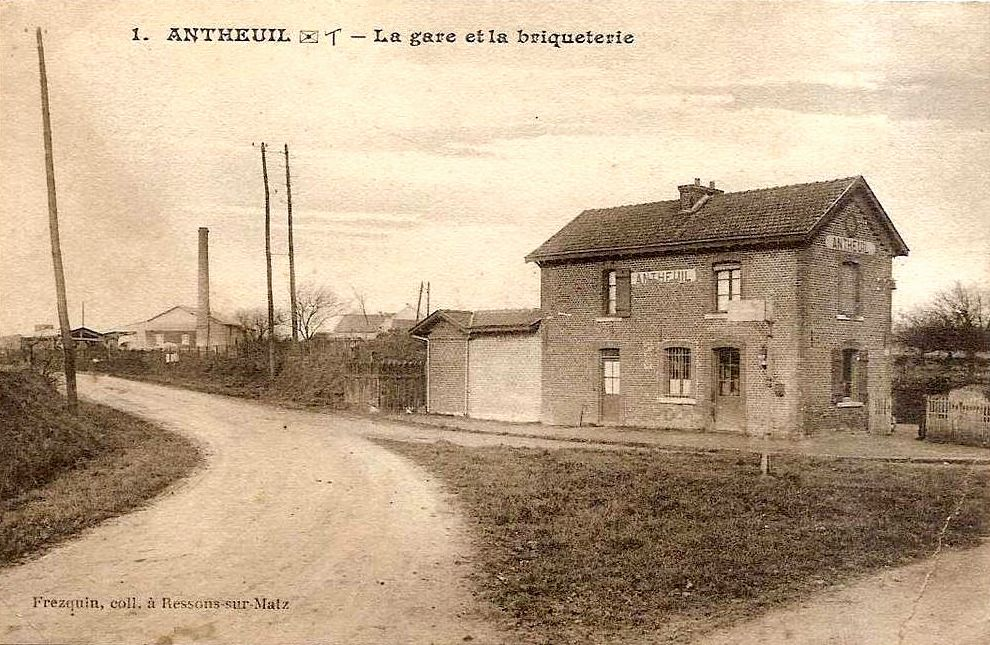
Ehemaliger Bahnhof Antheuil

## Bevölkerungsentwicklung
| Jahr                       | 1962 | 1968 | 1975 | 1982 | 1990 | 1999 | 2008 | 2015 |
| -------------------------- | ---- | ---- | ---- | ---- | ---- | ---- | ---- | ---- |
| Einwohner                  | 63   | 51   | 44   | 46   | 53   | 65   | 65   | 60   |
| Quellen: Cassini und INSEE |      |      |      |      |      |      |      |      |